# Paul Ludwig Schilling von Cannstatt

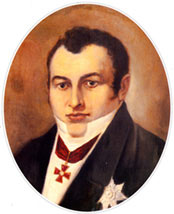
Paul Ludwig Schilling

Paul Ludwig Schilling von Cannstatt (auch Pawel Lwowitsch Schilling von Cannstatt) (* 5. Apriljul. / 16. April 1786greg. in Reval, Gouvernement Estland; † 6. August 1837 in Sankt Petersburg) war ein Orientalist, Druckpionier und Pionier der Telegrafie.

## Familie
Sein Vater, Ludwig Joseph Ferdinand Schilling aus der Talheimer Linie der Schilling von Cannstatt stammte von einem schwäbischen Rittergut und war Leutnant im russischen Militärdienst. Seine Schwester heiratete 1780 Christoph von Benkendorf.
Am 6. Julijul. / 17. Juli 1785greg. hatte der Vater in Reval Catharina Charlotte von Schilling (* 25. Novemberjul. / 6. Dezember 1767greg. in Reval), deren Großvater mit Peter dem Großen nach Russland gekommen war, geheiratet.
Der Großvater, Karl Friedrich, Freiherr Schilling von Canstatt (1697–1754) auf Thalheim war württembergischer Geheimrat, Oberhofmarschall und Obervogt von Heidenheim.
Paul Ludwigs jüngere leiblichen Geschwister waren Alexander, Johanna Wilhelmine Dorothea (⚭ Graf Banffy) und Theresia Wilhelmine Louise (⚭ Prof. Joseph Ernst Hruby, aus Starkenbach in Böhmen).
Der Vater war Oberst, Georgenkreuz-Ritter und Chef des Nisow'schen Musketier-Regiments, als er am 3. Februarjul. / 14. Februar 1797greg. bei Kasan starb. Die Mutter heiratete darauf Baron Karl Jakowlewitsch von Bühler (* 1749 in Stuttgart; † 1811) der seit 1774 in russischen Diensten stand.

## Leben

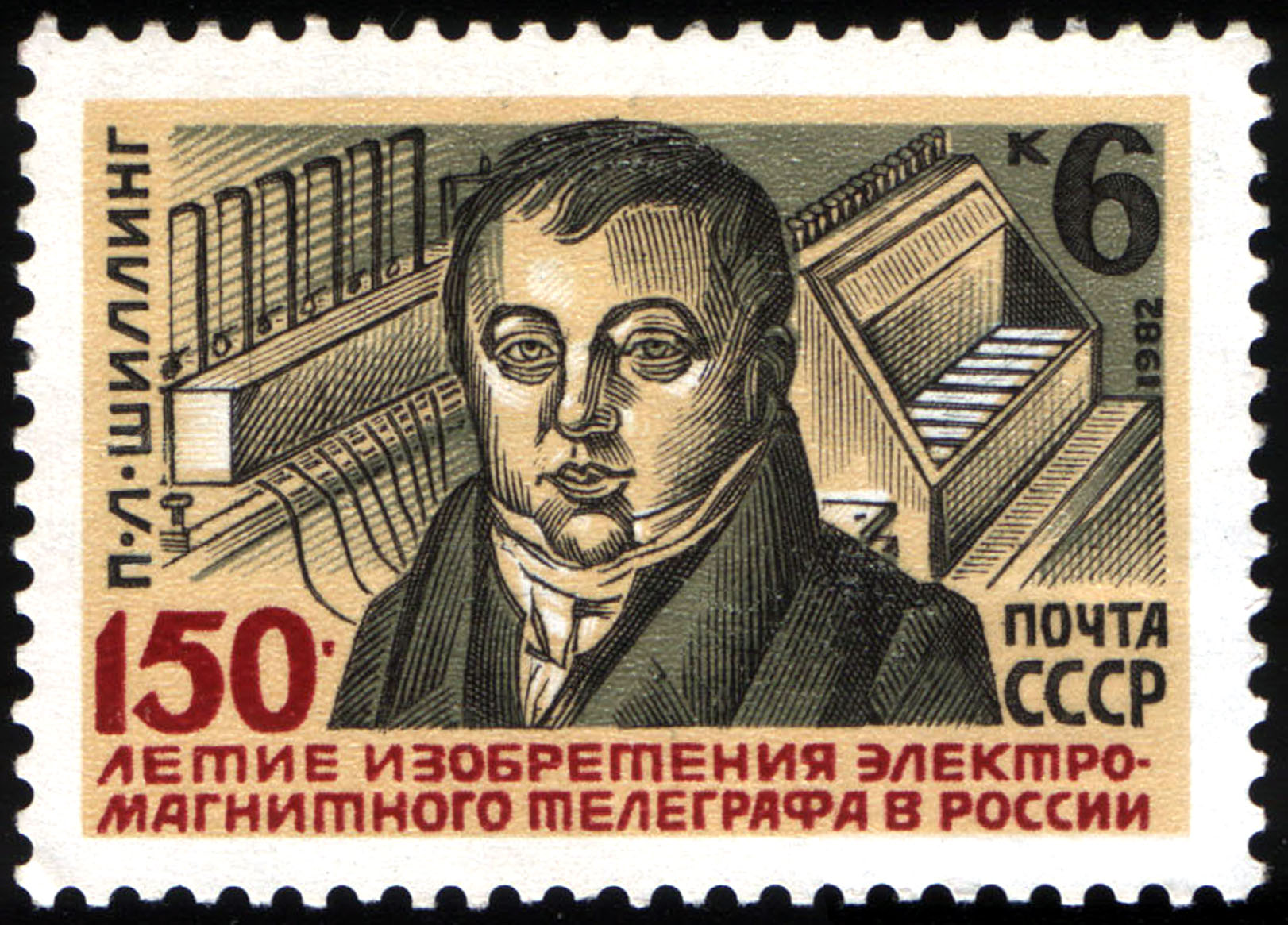
Sowjetische Briefmarke

Entsprechend der Familientradition machte er zunächst eine Militärausbildung und wurde 1795 als Neunjähriger Fähnrich im Regiment seines Vaters. Nach dessen Tod wurde er im ersten Cadetten-Corps aufgenommen und kam im September 1802 als Secondleutnant zum Generalstab.
Da der Stiefvater 1802 bis 1805 als russischer Gesandter am bayerischen Hof in München diente, wo auch seine Mutter lebte, wurde er 1802 als Dolmetscher ins Collegium der auswärtigen Angelegenheiten (Außenministerium) und im Mai 1803 an die russische Gesandtschaft in München, der sein Stiefvater vorstand, versetzt.
Er lebte in München im Leyden'schen Haus am Maxthor (gen Nordwesten). Als er sich 1805 zu Samuel Thomas von Soemmerring in ärztliche Behandlung begab, befreundeten sie sich. Soemmerring weckte sein Interesse für Elektrotechnik. 1809 machte Schilling auf die elektrische Leitfähigkeit des Erdbodens aufmerksam.
Als es im April 1809 zum Fünften Koalitionskrieg zwischen Österreich und Frankreich kam, und Erstere in Bayern einmarschierten, konnte Napoleon über den Sémaphore-Telegraf von Claude Chappe schnell zur Hilfe gerufen, und München befreit werden. Minister Maximilian Joseph von Montgelas wollte dann im Sommer von der Akademie auch so einen Telegrafen. Anfang August 1810 beobachtete Schilling Sömmerings Versuche mit Telegrafen und schon am 7. September konnte er Sömmering seine eigenen Telegrafie-Versuche vorführen.
Januar 1812 interessierte er Georg Friedrich von Reichenbach, aus der Werkstatt mit Joseph von Fraunhofer, für den Telegrafen. April/Mai 1812 zeigt er Sömmering seine Versuche, ein mit Kautschuk isoliertes Seil zu fertigen, mit dem er durch Wasser telegrafieren kann.
Infolge der politischen Verhältnisse (Napoleons Russlandfeldzug) war die russische Gesandtschaft aufgehoben, und am 20. Juli 1812 reiste er nach Sankt Petersburg, wo er seine Versuche fortsetzte. Im Herbst 1812 gelang ihm mit einem quer durch die Newa verlegten galvanischen Leitseil und seiner Zündvorrichtung Pulverminen ferngesteuert zu zünden.
1813–1814 nahm er an den Befreiungskriegen gegen Napoleon teil. 1813 war er Stabsrittmeister im Saumschen Husarenregiment. Am 27. Februar 1814 war er im französischen Bar-sur-Aube, im März in Fère-Champenoise und zog am 31. März in Paris ein. Hier setzte er viele in Erstaunen, als er mittels seines Seils durch die Seine hindurch Pulver zündete.
Ab Oktober 1814 diente er wieder beim Collegium der auswärtigen Angelegenheiten. In Deutschland hatte er die Lithografie kennengelernt, ihre Vorteile für Verwaltungsvorgänge erkannt, und wurde wieder nach München entsandt, um dieses Druckverfahren zu studieren. Im Juli 1815 wurde er wegen der Lithografie von Sömmering an Alois Senefelder vermittelt. Ende Dezember unternahm er elektrische Experimente zusammen mit Johann Salomo Christoph Schweigger, der gerade auf einer Reise über Paris nach England war (und 1820 den Schweigger-Multiplikator erfand). 1818 entstand unter seiner Leitung die erste lithografische Anstalt in Russland.
Im April 1818 wurde er von Kaiser Alexander I. zum Ritter des Ordens der Heiligen Anna zweiter Klasse ernannt. Er wurde auch auswärtiges Mitglied der St. Petersburger Mineralogischen Gesellschaft und 1819 Ehrenmitglied der Kaiserlichen Akademie der Wissenschaften.
Sömmering war 1820 nach Frankfurt gezogen, wo Schilling ihn Ende 1823 besuchte.
Aus Interesse an fremden Sprachen und Schriften studierte er Chinesisch und wandte die Lithografie auf den Druck orientalischer Texte in vorher nicht gekannter Qualität an. Der Druck des Sānzì Jīng (1819) stand dem der Pekinger Hofdruckerei nicht nach. 1828 wurde er zum Wirklichen Staatsrat ernannt und von Mai 1830 bis März 1832, zusammen mit dem Sinologen Hyacinth Bitschurin auf eine Dienstreise in die Mongolei gesandt, um die Verhältnisse an der chinesischen Grenze zu studieren. Dort beschäftigte er sich mit ostasiatischen Sprachen und stellte eine Sammlung chinesischer, tibetanischer und mongolischer Schriften und Ethnografien zusammen. Als Orientalist stand er in Kontakt zu Heinrich Julius Klaproth in Paris und August Wilhelm Schlegel in Berlin, denen er Impulse insbesondere zur tibetanischen Sprache lieferte. Eine mongolische und tibetanische Sammlung schenkte er dem Institut de France.
Ab 1832 arbeitete er wieder am Telegrafen. Er platzierte eine, an einem Seidenfaden aufgehängte, horizontal schwebende Magnetnadel zwischen einen Schweigger-Multiplikator (Spule mit vielen Windungen). Ein Ruder, das in Quecksilber tauchte, verhinderte Schwingungen der Nadel. Zuerst brauchte er fünf solcher Apparate, um das Alphabet und die Ziffern darzustellen. Im Folgenden vereinfachte er die Einrichtung so, dass er mit einem Apparat alle Zeichen darstellen konnte.
Nach Sömmerings Beispiel ersann er auch ein eigenes Alarum (Alarmapparat, elektr. Klingel).
Kaiser Nikolaus besuchte ihn, um sich die Telegraphen-Experimente zeigen zu lassen.
Als er 1833 seinen Telegrafen in Berlin Alexander von Humboldt vorstellte, hatten in Göttingen bereits Carl Friedrich Gauß und Wilhelm Weber ihren sich in der Praxis bewährenden Telegrafen konstruiert und eingesetzt.
Im Mai 1835 reiste er erneut nach Westeuropa.
Auf der am 23. September 1835 in Bonn abgehaltenen Jahresversammlung der Gesellschaft Deutscher Naturforscher und Ärzte stellte er seinen verbesserten Nadeltelegrafen vor. Georg Wilhelm Munke griff dieses auf und stellte ihn in seinen Vorlesungen in Heidelberg vor – wodurch er dann in England durch Charles Wheatstone Verbreitung fand. (Cesare Cantù erinnerte daran, dass Gian Domenico Romagnosi schon 1802 mit Magnetnadeln experimentiert hatte.) 1836 unternahm er in Wien mit Baron Jacquin und Andreas von Ettingshausen Versuche zur bestmöglichen Fortleitung des galvanischen Stroms.
In Deutschland und Russland, wo er 1837 konkrete telegrafische Übertragungslinien angeregt hatte, fanden seine Ideen kaum Beachtung. Erst nachdem er 1836 eine telegrafische Übertragung über eine 10 km lange Unterwasserleitung erfolgreich erprobt hatte, verfügte Zar Nikolaus I. am 19. Mai 1837 den Bau einer rund 30 km langen elektrisch betriebenen Telegrafenlinie von St. Petersburg nach Zarskoje Selo (Puschkin), die aber wegen Schillings Tod nicht realisiert wurde.
Am 20. Mai 2008 wurde der Asteroid (7450) Shilling nach ihm benannt.